# Під кайфом та збентежені
«Під кайфом та збентежені» (іноді «Приголомшені та збентежені», англ. Dazed and Confused) — американський комедійний фільм 1993 року про дорослішання, знятий режисером Річардом Лінклейтером за власним сценарієм. 24 вересня 1993 фільм випущений у кінопрокат компанією Gramercy Pictures, 26 травня 2003 — реліз на DVD та Blu-ray Disc; також фільм доступний на Netflix (для Північної Америки).
У фільмі розповідається про багатьох підлітків в останній день школи в Остіні, штат Техас, у 1976 році. У фільмі немає жодного головного героя чи центрального конфлікту, історія скоріше слідує за взаємопов'язаними сюжетними нитками між різними соціальними групами та персонажами, наприклад молодшими дев'ятикласниками, які проходять ритуали посвяти у старшокласники, відмова футбольної зірки підписати зобов'язання про чисте життя для свого тренера та різні персонажі, які тусуються в більярдному залі.
У фільмі представлений великий акторський склад, який згодом стане зірками: Джейсон Лондон, Бен Аффлек, Мілла Йовович, Коул Гаузер, Паркер Поузі, Адам Голдберг, Меттью Мак-Конагей, Ніккі Кетт, Джой Лорен Адамс, Рорі Кокрейн.
Річард Лінклейтер спочатку планував зняти підлітковий фільм після свого проривного повнометражного фільму «Нероба». «Нероба» привернув увагу продюсера Universal Pictures Джима Джекса, який отримав 6 мільйонів доларів за наступний повнометражний фільм Лінклейтера. Під час написання сценарію Лінклейтер багато в чому спирався на своє підліткове життя в Гантсвілі, штат Техас, використавши для персонажів імена кількох людей зі свого рідного міста. Більшість акторів, зібраних для фільму, були нерозкритими талантами, включаючи Меттью Мак-Конагей, який став новою зіркою фільму. Лінклейтер знімав фільм в Остіні, штат Техас, разом із кількома членами своєї команди з «Нероби». Акторів заохочували імпровізувати та розвивати власних персонажів, дехто допомагав писати сценарії в додаткових сценах. Лінклейтер зібрав кілька рок-пісень 1970-х років для саундтреку, проте із прикрістю бачив, що компанія Gramercy Pictures рекламувала проєкт як «стоунер-фільм» (фільм, зосереджений на темі куріння марихуани).
Вийшовши на екрани 24 вересня 1993 року, «Під кайфом та збентежені» став комерційним розчаруванням у прокаті, зібравши в Сполучених Штатах менш як 8 мільйонів доларів. Згодом фільм отримав успіх на ринку домашнього відео та став культовою класикою. Він посів третє місце в списку 50 найкращих фільмів для середньої школи журналу Entertainment Weekly. Журнал також поставив його на 10 місце у своєму списку «Найсмішніші фільми за останні 25 років». Рецензенти високо оцінили фільм за точне й реалістичне зображення обстановки та шкільного життя.

## Синопсис
Фільм переносить глядачів у кінець 1970-х років у місто Остін, штат Техас, де старшокласники готуються до щорічного знущання з дев'ятикласників. Серед головних героїв — Пінк, він же Рендалл Флойд, зірковий футболіст школи, якому пропонують підписати зобов'язання не вживати наркотики та не порушувати правила досягнення чемпіонського сезону. Під час вечора випускного Рендалл та інші персонажі вирушають у нічний марафон веселощів, який міняє їхнє уявлення про життя та дружбу.
Упродовж ночі герої переживають різноманітні пригоди, знайомляться з новими людьми та долають внутрішні конфлікти. Вони вперше пробують пиво, курять марихуану, а також вступають у конфлікти та підтримують один одного в складних ситуаціях. Кожен персонаж змушений зіткнутися з власними переконаннями та зробити важливий вибір щодо свого майбутнього.

## Акторський склад
- Джейсон Лондон — Пінк (Рендалл Флойд)
- Джой Лорен Адамс — Сімона Керр
- Мілла Йовович — Мішель Берроуз
- Шон Ендрюс — Кевін Пікфорд
- Рорі Кокрейн — Рон Слейтер
- Адам Голдберг — Майк Ньюгаус
- Ентоні Репп — Тоні (Ентоні) Олсон
- Саша Дженсон — Дон Доусон
- Марісса Рібізі — Синтія Данн
- Діна Мартін — Шавонн Райт
- Мішель Берк — Джоді Крамер
- Коул Гаузер — Бенні О'Доннелл
- Крістін Гарнос — Кей Фолкнер
- Вайлі Віггінс — Мітч Крамер
- Марк Вандермелен — Томмі Г'юстон
- Естебан Павелл — Карл Бернетт
- Джеремі Фокс — Гіршфельдер
- Бен Аффлек — Фред О'Бенніон
- Джейсон О. Сміт — Мелвін Спайві
- Крістін Інохоса — Сабріна Девіс
- Паркер Поузі — Дарла Маркс
- Меттью Мак-Конагей — Девід Вудерсон
- Кетрін Авріл Морріс у ролі Джулі Сіммс
- Ніккі Кетт — Клінт Бруно
- Рене Зеллвегер — Несі Вайт